# Ghana Stock Exchange

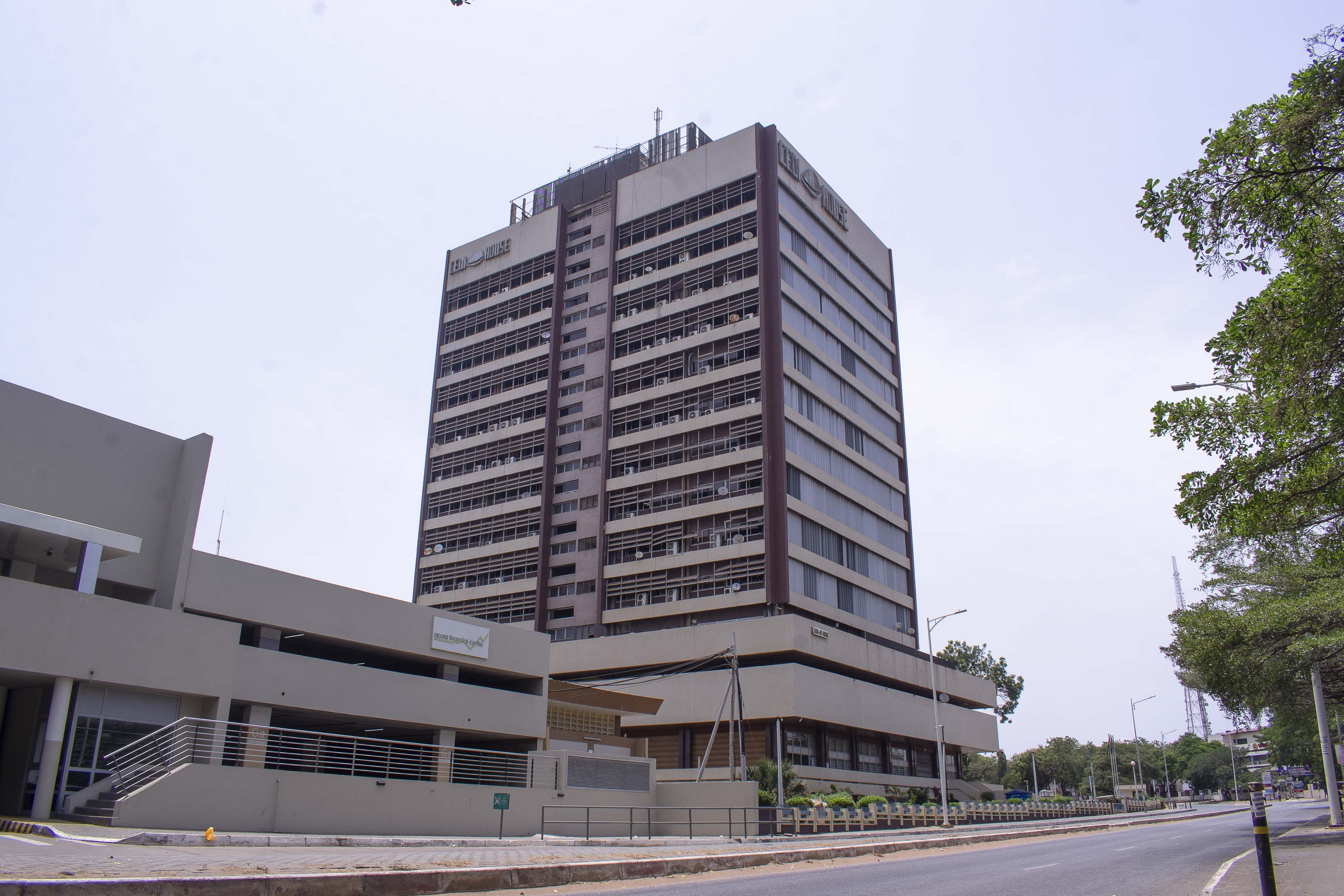
Stock Gebaude

Die Ghana Stock Exchange (GSE) ist die Wertpapierbörse von Ghana. Sie hat ihren Sitz in der Hauptstadt Accra. In ihrem GSE-All-Share-Index (heute GSE Composite Index) sind heute (2006) 28 Werte gelistet. Die Börse wurde am 12. November 1990 eröffnet.
Das Schwergewicht bildet die Minengesellschaft AngloGold-Ashanti Ltd., die 1994 durch die Fusion von AngloGold Ltd. und Ashanti Goldfields Ltd. entstanden ist, mit einer Marktkapitalisierung von etwa 79,1 Billionen Cedi, was etwa 7,1 Milliarden Euro entspricht (Juli 2006). Die Ashanti Goldfields Ltd. war 1996 das erste afrikanische Unternehmen, das an der New York Stock Exchange gelistet wurde.
Weiterhin sind unter anderem kakaoverarbeitende sowie -handelnde Unternehmen, Banken, Brauereien sowie ein Tabakkonzern gelistet, sodass der Index eine Marktkapitalisierung von insgesamt rund 97,2 Billionen Cedi erreicht, was etwa 8,7 Milliarden Euro entspricht (Stand: Juli 2006). Seit der Aufnahme des Handels war der GSE, gemessen an der Index-Entwicklung, mehrmals bester junger Aktienmarkt.
Zum Vergleich: die deutsche E.ON AG hat innerhalb des Dax-30 als Schwergewicht eine Marktkapitalisierung von 61,39 Mrd. €, die MAN AG als kleinerer DAX-Wert eine Marktkapitalisierung von 7,67 Mrd. € (Stand 19. Juli 2006).

## Zusammensetzung
Bei der GSE gelistete Unternehmen:
- Accra Brewery Company Ltd.
- AngloGold Ashanti Ltd.
- AngloGold Ashanti Ghanian Dep.shares
- Aluworks Ltd.
- Ayrton Drug Manufacturing Ltd.
- British American Tobacco Ghana Ltd.
- Benso Oil Palm Plantation Ltd.
- CAL Bank Ltd.
- CFAO (Ghana) Ltd.
- Clydestone (Ghana) Ltd.
- Camelot Ghana Ltd.
- Cocoa Processing Company
- Enterprise Insurance Company Ltd.
- Fan Milk Ltd.
- Ghana Commercial Bank Ltd.
- Guinness Ghana Breweries Ltd.
- Golden Web Ltd.
- HFC Bank Ltd.
- Mechanical Lloyd Company Ltd.
- Pioneer Kitchen Ltd.
- Produce Buying Company Ltd.
- PZ Cussons (Ghana) Ltd.
- Standard Chartered Bank (Ghana) Ltd.
- Starwin Products Ltd.
- Super Paper Products Company Ltd.
- SG-SSB Ltd.
- Sam Wood Ltd.
- The Trust Bank Ltd.
- Total Petroleum Ghana Ltd.
- Transaction Solutions Ghana Ltd.
- Unilever (Ghana) Ltd.

## Indizes
Der Leitindex der ghanaischen Börse ist der GSE Composite Index.

## Mitgliedschaften
- Sie ist Mitglied der World Federation of Exchanges.[2]
- African Securities Exchanges Association
- Sustainable Stock Exchanges Initiative